# Крах криптовалют 2018 года

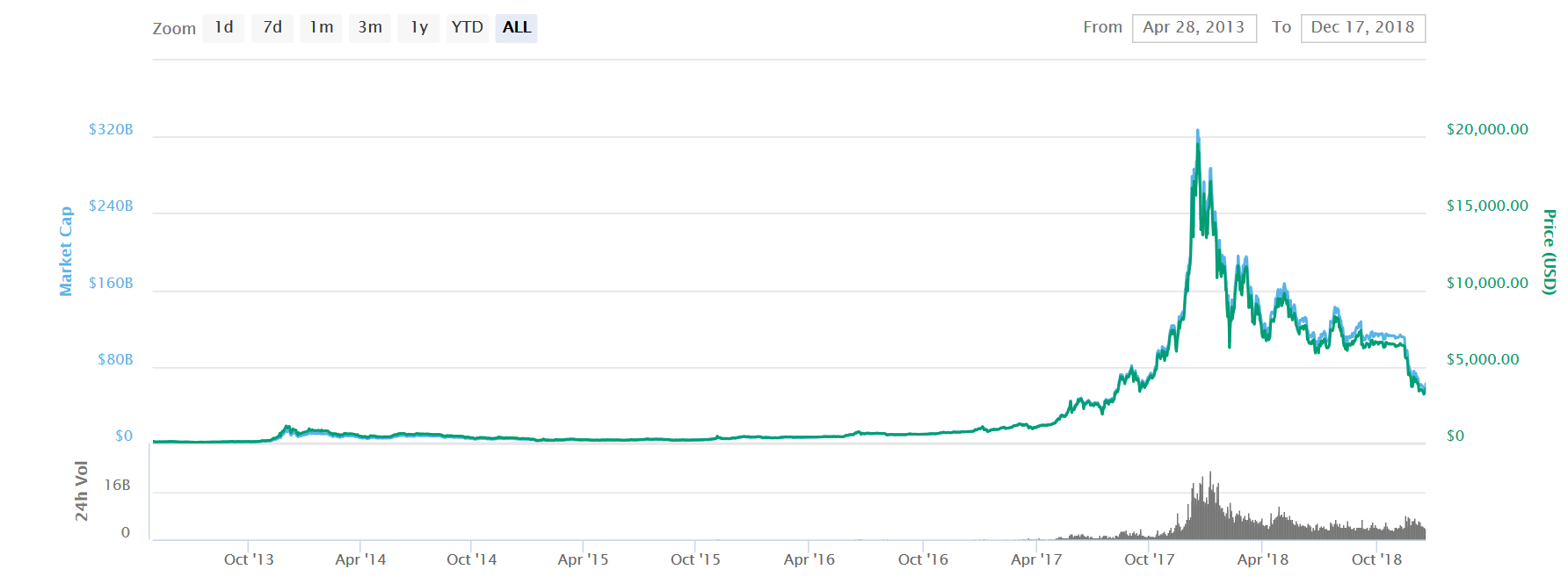
Линейный график курса Bitcoin c апреля 2013 по декабрь 2018 года.

Крах криптовалют 2018 года (также известен как Великий криптокрах 2018) — значительное падение цен на большинство криптовалют в первом квартале 2018 года. После беспрецедентного роста в 2017 году, цена биткойна упала почти в 2,2 раза (на 65 процентов) в течение месяца с 6 января по 6 февраля 2018 года. Аналогичное большое падение цен пережили почти все криптовалюты. К концу года курс ведущих криптовалют снизился в 5,7 раз (на 82,5 %) по сравнению с их пиком. Такое падение стало более значительным, чем крах доткомов в 2000—2002 годах.

## Предпосылки
Начиная с 2014 года многие учёные и журналисты начали утверждать, что некоторые криптовалюты демонстрируют признаки экономического пузыря. Автор данного термина Роберт Шиллер в 2017 году назвал биткойн лучшим примером такого пузыря. Цена биткойна в 2017 году выросла с 1000 до почти 20 000 долларов (в 20 раз, на 2000 %). Некоторые другие криптовалюты за этот же период достигли даже более высокого роста в процентном соотношении. 17 декабря на площадке Bitfinex Биткойн установил рекордный уровень в 19 891 доллар США. На некоторых других площадках цена была даже несколько выше. Ряд экономистов, инвесторов и финансовых аналитиков предупреждали, что быстро растущие цены на криптовалюту могут привести к лопанью «пузыря».
В декабре Чикагская биржа опционов (CBOE) и Чикагская товарная биржа (CME) начали торговать фьючерсами на биткойны.

## Хронология
- 17 декабря 2017: цена биткойна на короткое время достигает своего исторического максимума в 19 974 долларов[3].
- 22 декабря 2017 года биткойн упал ниже 11 000 долларов[4].
- 2 января 2018 года на фоне слухов о том, что Южная Корея может готовиться запретить торговлю криптовалютой, цена биткойна снизилась на 12 %[5].
- 16 января 2018 года Bitconnect объявила, что закрывает свой сервис обмена криптовалют и кредитования после того как регуляторы из Техаса и Северной Каролины обвинили Bitconnect в мошенничестве[6].
- 26 января 2018 года с токийского сервиса обмена криптовалют Coincheck неизвестные киберпреступники похитили криптовалюты NEM на 530 миллионов долларов, что стало крупнейшей кражей в отрасли[7].
- К концу марта 2018 года Facebook, Google и Twitter запретили рекламу криптовалют и ICO[8].
- В конце декабря 2018 года рыночная цена биткойнов упала до 3500 долларов.